# Тейлор, Леон
Лео́н Рой Те́йлор (англ. Leon Roy Taylor; род. 2 ноября 1977, Челтнем, Глостершир) — британский прыгун в воду, серебряный призёр Олимпийских игр 2004 года в синхронных прыжках с вышки в паре с Питером Уотерфилдом, бронзовый призёр чемпионата мира 2005 года.

## Спортивная биография
Заниматься прыжками в воду Леон Тейлор начал с восьми лет.
За свою спортивную карьеру Тейлор принял участие в трёх летних Олимпийских играх. В 1996 году в Атланте Тейлор занял 18 место в прыжках с 10-метровой вышки. В 2000 году на играх в Сиднее в прыжках с вышки Леон стал 13, а в синхронных прыжках в паре с Питером Уотерфилдом занял 4 место, отстав от третьего места всего на 3,5 балла. Олимпийские игры 2004 года в Афинах стали для Тейлора самыми успешными в карьере. В индивидуальных соревнованиях на вышке Тейлор пробился в финал и занял там 6 место. В синхронных прыжках с вышки британские спортсмены Тейлор — Уотерфилд стали серебряными призёрами игр, уступив только китайскому дуэту Тянь Лян — Ян Цзинхуэй. Эта медаль стала первой для Великобритании в прыжках в воду, начиная с игр 1960 года.
Впервые на чемпионате мира Леон Тейлор дебютировал в 1994 году. В 2005 году на чемпионате мира в Монреале британский прыгун завоевал бронзовую медаль в паре с Уотерфилдом в синхронных прыжках с 10 метровой вышки.
Первоначально Леон Тейлор собирался выступить на летних Олимпийских играх 2008 года в Пекине, но травмы заставили его закончить свою карьеру ещё до начала игр. В настоящее время он выступает в качестве эксперта в телевизионных передачах, посвящённых прыжкам в воду, а также послом Игр 2012 в Лондоне.